# Tony Stanger
Anthony George Stanger, detto Tony (Hawick, 14 maggio 1968), è un ex rugbista a 15, allenatore di rugby a 15 e dirigente sportivo britannico, internazionale per la Scozia, attivo in carriera agonistica nel ruolo di tre quarti ala; con 24 mete marcate è, al pari di Ian Smith, il detentore di tale record internazionale relativamente alla nazionale del suo Paese.

## Biografia
Nativo di Hawick, negli Scottish Borders, Tony Stanger crebbe rugbisticamente nel locale club in cui già a 17 anni giocava contro i seniores; inizialmente tre quarti centro, esordì in prima squadra nell'Hawick nel 1985 nel ruolo di ala contro gli inglesi del Gosforth.
A ottobre 1989 esordì nella Scozia, a Murrayfield contro Figi, incontro durante il quale mise a segno le prime due delle sue 24 mete internazionali; pochi mesi dopo disputò il Cinque Nazioni 1990 nell'ultimo incontro del quale mise a segno la meta contro l'Inghilterra che permise agli scozzesi di vincere la partita e il torneo con il più recente, a tutto il 2014, Grande Slam conseguito dalla squadra.
Nel 1990 Stanger fece parte di una selezione interbritannica che a Twickenham disputò un match contro una selezione del resto d'Europa per una raccolta fondi a scopo benefico a sostegno della ricostruzione della Romania post-Ceaușescu.
Tra gli altri appuntamenti internazionali di rilievo, prese parte alla Coppa del Mondo di rugby 1995 in Sudafrica e due anni più tardi fu ancora in tale Paese come membro del tour dei British and Irish Lions del 1997, anche se non disputò alcun test match per la squadra, ma solo incontri infrasettimanali contro le province sudafricane.
Divenuto professionista, militò dapprima nei Border Reivers con cui esordì in Heineken Cup, poi in Francia al Grenoble, prima di tornare nel Regno Unito negli inglesi del Leeds Tykes con cui chiuse la carriera nel 2002; nel 1998, anno della sua ultima presenza internazionale, aveva raggiunto il record di Ian Smith di 24 mete per la Scozia, che deteneva tale primato in solitaria dal 1933.
Dopo il ritiro fece parte dello staff tecnico del Leeds e successivamente dei London Irish per quattro anni fino al 2008, anno in cui assunse l'incarico di talent-scout presso l'Università di Sterling allo scopo di seguire la preparazione degli atleti scozzesi in vista dei Giochi del Commonwealth di Edimburgo del 2014.